# 植田捷雄
植田 捷雄（うえだ としお、1904年9月9日 - 1975年8月13日）は、東洋外交史を専門とする学者。学位は、法学博士（東京大学・論文博士・1945年）（学位論文「支那に於ける租界の研究」）。東京大学名誉教授。

## 経歴
1904年、東京生まれ。1928年、東京帝国大学法学部を卒業。
卒業後は、大阪毎日新聞社に入社した。1930年、東亜同文書院教授に着任。1937年より東方文化学院研究員。1939年外務省嘱託、1942年東京大学東洋文化研究所嘱託。1945年に学位論文『支那に於ける租界の研究』を東京大学に提出して法学博士の学位を取得した。
太平洋戦争後は、1948年より東文研研究員、1949年東大東文研教授。1965年に東京大学を定年退官し、名誉教授となった。その後は早稲田大学社会学部教授として教鞭をとった。1975年に早稲田大学を定年退職し、同年死去した。

## 著書
- 『支那外交史論 特に米国の門戸開放政策と列強の勢力範囲設定策を中心として』 巌松堂書店 1933
- 『支那租界論』 春明書荘 1934
- 『支那事変と上海租界問題』 日本外交協会 1938
- 『上海租界概論』 東亜研究講座 東亜研究会 1938
- 『在支列国権益概説』 巌松堂書店 1939
- 『支那に於ける租界の研究』  巌松堂書店 1941（東方文化学院研究報告）
- 『在華租界還付と治外法権撤廃に就て』 在華日本紡績同業会 1943
- 『支那租借地論』 日光書院 1943
- 『阿片戦争論』 私家版 1943
- 『支那に於ける租界還付・治外法権撤廃』 竜文書局 1944
- 『大東亜共栄圏と支那』 有斐閣 1945（大東亜国際法叢書）
- 『東洋外交史概説 中国開国編』 日光書院 1948
- 『日華交渉史 日本の大陸発展とその崩壊過程』 野村書店 1948
- 『東洋外交史』 東京大学出版会 1969-1974

## 編著
- 支那人士録 沢村幸夫共編 大阪毎日新聞社 1929
- 現代中国を繞る世界の外交 野村書店 1951

## 翻訳
- 満洲に於ける国際争覇 ポール・ヒツバート・クライド 森山書店 1935
- 支那租界制度論 ジャン・エスカラ 日光書院 1941
- 中共の将来 W・W・ロストウ 一橋書房 1956